# 库朗库美县
库朗库美县（英語：Kurung Kumey district）是印度阿鲁纳恰尔邦的一个县。该县位于中印争议的“藏南地区”中，中华人民共和国不承认印度对其主权，行政区划上划归西藏自治区错那县管辖。总人口89717(2011年)。
库朗库美县得名于境内的两条主要河流库朗河与库美河。